# Pływanie na Mistrzostwach Świata w Pływaniu 2019 – sztafeta mieszana 4 × 100 m stylem zmiennym
Sztafeta mieszana 4 × 100 m stylem zmiennym – jedna z konkurencji, która odbyła się podczas Mistrzostw Świata w Pływaniu 2019. Eliminacje i finał miały miejsce 24 lipca.
Mistrzami świata zostali reprezentanci Australii. Sztafeta w składzie: Mitch Larkin, Matthew Wilson, Emma McKeon i Cate Campbell uzyskała czas 3:39,08 i 0,02 s wyprzedziła Amerykanów (3:39,10). Brązowy medal wywalczyli zawodnicy z Wielkiej Brytanii (3:40,68).

## Rekordy
Przed zawodami rekordy świata i mistrzostw wyglądały następująco:
| Rekord                   | Reprezentacja     | Czas    | Miejsce   | Data             |
| ------------------------ | ----------------- | ------- | --------- | ---------------- |
| Rekord świata            | Stany Zjednoczone | 3:38,56 | Budapeszt | 26 lipca 2017    |
| Rekord mistrzostw świata | Stany Zjednoczone | 3:38,56 | Budapeszt | 26 lipca 2017    |
| Rekord świata juniorów   | Rosja             | 3:45,85 | Singapur  | 26 sierpnia 2015 |

## Wyniki

### Eliminacje
Eliminacje rozpoczęły się 24 lipca o 11:29 czasu lokalnego.
| Miejsce | Wyścig | Tor | Państwo           | Zawodnik / Zawodniczka | Czas      | Uwagi |
| ------- | ------ | --- | ----------------- | --- | --------- | ----- |
| 1.      | 5      | 3   | Stany Zjednoczone | Matt Grevers (52,75) Andrew Wilson (58,35) Kelsi Dahlia (57,35) Mallory Comerford (52,78)                                 | 3:41,23   | Q     |
| 2.      | 5      | 4   | Australia         | Minna Atherton (59,65) Matthew Wilson (58,84) Matthew Temple (51,41) Bronte Campbell (52,32)                              | 3:42,22   | Q     |
| 3.      | 4      | 3   | Rosja             | Darja Waskina (59,92) Kiriłł Prigoda (58,62) Andriej Minakow (50,93) Marija Kamieniewa (53,83)                            | 3:43,30   | Q     |
| 4.      | 4      | 4   | Wielka Brytania   | Georgia Davies (1:00,51) James Wilby (58,16) James Guy (50,97) Freya Anderson (53,73)                                     | 3:43,37   | Q     |
| 5.      | 4      | 2   | Kanada            | Kylie Masse (58,96) Richard Funk (59,80) Margaret MacNeil (57,33) Yuri Kisil (47,94)                                      | 3:44,03   | Q     |
| 6.      | 5      | 6   | Włochy            | Margherita Panziera (1:00,19) Nicolò Martinenghi (59,50) Elena Di Liddo (56,83) Manuel Frigo (47,86)                      | 3:44,38   | Q,    |
| 7.      | 4      | 6   | Holandia          | Kira Toussaint (59,85) Arno Kamminga (59,51) Mathys Goosen (52,69) Femke Heemskerk (52,62)                                | 3:44,67   | Q     |
| 8.      | 5      | 2   | Niemcy            | Laura Riedemann (59,95) Fabian Schwingenschlögl (59,62) Marius Kusch (51,86) Jessica Steiger (53,77)                      | 3:45,20   | Q     |
| 9.      | 5      | 1   | Białoruś          | Mikita Cmyh (54,30) Ilja Szymanowicz (58,20) Anastasija Szkurdaj (57,62) Aksana Dziamidawa (55,76)                        | 3:45,88   |       |
| 10.     | 4      | 8   | Izrael            | Anastasia Gorbenko (1:00,79) Itay Goldfaden (1:01,13) Tomer Frankel (52,26) Andrea Murez (53,88)                          | 3:48,06   |       |
| 11.     | 5      | 7   | Polska            | Alicja Tchórz (1:00,61) Jan Kałusowski (1:01,52) Konrad Czerniak (52,17) Katarzyna Wasick (53,91)                         | 3:48,21   |       |
| 12.     | 4      | 0   | Węgry             | Richárd Bohus (54,33) Anna Sztankovics (1:08,92) Szebasztián Szabó (50,98) Katinka Hosszú (54,21)                         | 3:48,44   |       |
| 13.     | 4      | 7   | Szwajcaria        | Roman Mityukov (54,07) Yannick Käser (1:00,30) Maria Ugolkova (58,85) Noémi Girardet (55,76)                              | 3:48,98   |       |
| 14.     | 1      | 4   | Dania             | Mie Nielsen (1:01,13) Tobias Bjerg (59,56) Viktor Bromer (53,23) Signe Bro (55,18)                                        | 3:49,10   |       |
| 15.     | 4      | 9   | Południowa Afryka | Christopher Reid (54,73) Tatjana Schoenmaker (1:06,96) Ryan Coetzee (53,59) Erin Gallagher (54,62)                        | 3:49,90   | AF    |
| 16.     | 3      | 4   | Turcja            | Ekaterina Avramova (1:02,53) Berkay Öğretir (1:00,39) Umitcan Gures (52,47) Selen Özbilen (55,10)                         | 3:50,49   |       |
| 17.     | 4      | 1   | Korea Południowa  | Lee Ju-ho (54,61) Moon Jae-kwon (1:00,97) Park Ye-rin (59,73) Jeong So-eun (55,58)                                        | 3:50,89   |       |
| 18.     | 5      | 0   | Litwa             | Ugnė Mažutaitytė (1:02,73) Kotryna Teterevkova (1:08,73) Deividas Margevičius (52,22) Tadas Duškinas (49,70)              | 3:53,38   |       |
| 19.     | 3      | 3   | Irlandia          | Conor Ferguson (54,61) Niamh Coyne (1:08,41) Ellen Walshe (1:00,89) Robert Powell (49,78)                                 | 3:53,69   |       |
| 20.     | 3      | 6   | Singapur          | Quah Zheng Wen (54,58) Christie May Chue (1:09,96) Jonathan Tan Eu Jin (54,49) Cherlyn Yeoh (54,87)                       | 3:53,90   |       |
| 21.     | 5      | 9   | Estonia           | Karl Johann Luht (55,86) Maria Romanjuk (1:09,50) Kregor Zirk (52,76) Aleksa Gold (56,05)                                 | 3:54,17   | NR    |
| 22.     | 3      | 7   | Mołdawia          | Tatiana Salcuțan (1:01,76) Tatiana Chișca (1:10,15) Alexei Sancov (52,74) Constantin Malachi (50,50)                      | 3:55,15   |       |
| 23.     | 5      | 8   | Hongkong          | Wong Toto Kwan To (1:02,49) Michael Ng Yu Hin (1:03,84) Nicholas Lim (54,31) Tam Hoi Lam (56,43)                          | 3:57,07   |       |
| 24.     | 3      | 5   | Chińskie Tajpej   | Chuang Mu-lun (56,18) Lin Pei-wun (1:11,96) Chu Chen-ping (53,61) Huang Mei-chien (57,38)                                 | 3:59,13   |       |
| 25.     | 1      | 3   | Jordania          | Leedia Alsafadi (1:10,10) Amro Al-Wir (1:02,74) Khader Baqlah (55,45) Talita Baqlah (1:00,25)                             | 4:08,54   |       |
| 26.     | 3      | 0   | Kenia             | Issa Abdulla Hemed Mohamed (1:02,91) Maria Brunlehner (1:16,42) Emily Muteti (1:04,13) Danilo Rosafio (53,37)             | 4:16,83   |       |
| 27.     | 3      | 8   | Angola            | Salvador Gordo (1:02,96) Daniel Francisco (1:09,76) Lia Lima (1:05,35) Catarina Sousa (59,31)                             | 4:17,38   |       |
| 28.     | 2      | 6   | Madagaskar        | Idealy Tendrinavalona (1:07,85) Jonathan Raharvel (1:08,03) Heriniavo Rasolonjatovo (1:01,81) Tiana Rabarijaona (1:00,65) | 4:18,34   |       |
| 29.     | 2      | 4   | Papua-Nowa Gwinea | Samuel Seghers (1:02,38) Ryan Maskelyne (1:04,22) Georgia-Leigh Vele (1:09,50) Judith Meauri (1:02,89)                    | 4:18,99   |       |
| 30.     | 2      | 0   | Armenia           | Ani Poghosyan (1:13,23) Varsenik Manucharyan (1:17,48) Artur Barseghyan (56,35) Vahan Mkhitaryan (52,74)                  | 4:19,80   |       |
| 31.     | 2      | 2   | Ghana             | Jason Arthur (56,52) Kaya Forson (1:24,22) Abeiku Jackson (55,69) Zaira Forson (1:04,97)                                  | 4:21,40   |       |
| 32.     | 2      | 8   | Mikronezja        | Kaleo Kihleng (1:06,84) Tasi Limtiaco (1:04,70) Margie Winter (1:10,68) Taeyanna Adams (1:07,94)                          | 4:30,16   |       |
| 33.     | 2      | 9   | Nigeria           | Ifeakachuku Nmor (1:12,25) Chinelo Iyadi (1:21,39) Abiola Ogunbanwo (58,26) Yellow Yeiyah (1:03,69)                       | 4:35,59   |       |
| 34.     | 2      | 7   | Tonga             | Finau Ohuafi (1:04,93) Amini Fonua (1:08,23) Charissa Panuve (1:19,82) Noelani Day (1:06,93)                              | 4:39,91   |       |
| 35.     | 1      | 5   | Mariany Północne  | Juhn Tenorio (1:04,40) Lennosuke Suzuki (1:22,52) Aika Watanabe (1:18,18) Jin Ju Thompson (1:11,10)                       | 4:56,20   |       |
| 36.     | 2      | 3   | Malediwy          | Aishath Sausan (1:18,66) Sajina Aishath (1:28,34) Mubal Azzam Ibrahim (1:10,44) Imaan Ali (59,35)                         | 4:56,79   |       |
| 37. !   | 3      | 2   | Meksyk            | Miriam Guevara (1:05,50) Miguel Chavez María Jiménez Horus Briseño                                                        | 9:99,98 ! | DSQ   |
| 37. !   | 3      | 9   | Senegal           | Sophia Diagne (1:09,71) Abdoul Niane Steven Aimable Jeanne Boutbien                                                       | 9:99,98 ! | DSQ   |
| 37. !   | 4      | 5   | Japonia           | Natsumi Sakai (1:00,08) Yasuhiro Koseki (59,50) Naoki Mizunuma (51,85) Rika Omoto                                         | 9:99,98 ! | DSQ   |
| 37. !   | 5      | 5   | Chiny             | Li Guangyuan (53,78) Wang Lizhuo Wang Yichun Zhu Menghui                                                                  | 9:99,98 ! | DSQ   |
| 37. !   | 1      | 2   | Filipiny          | | 9:99,99 ! | DNS   |
| 37. !   | 1      | 6   | Panama            | | 9:99,99 ! | DNS   |
| 37. !   | 2      | 1   | Malezja           | | 9:99,99 ! | DNS   |
| 37. !   | 2      | 5   | Uganda            | | 9:99,99 ! | DNS   |
| 37. !   | 3      | 1   | Islandia          | | 9:99,99 ! | DNS   |

### Finał
Finał rozpoczął się 24 lipca o 21:50 czasu lokalnego.
| Miejsce | Tor | Państwo           | Zawodnik / Zawodniczka                                                                                 | Czas      | Uwagi |
| ------- | --- | ----------------- | --- | --------- | ----- |
| 1. !    | 5   | Australia         | Mitch Larkin (53,47) Matthew Wilson (58,37) Emma McKeon (56,14) Cate Campbell (51,10)                  | 3:39,08   |       |
| 2. !    | 4   | Stany Zjednoczone | Ryan Murphy (52,46) Lilly King (1:04,94) Caeleb Dressel (49,33) Simone Manuel (52,37)                  | 3:39,10   |       |
| 3. !    | 6   | Wielka Brytania   | Georgia Davies (59,25) Adam Peaty (57,73) James Guy (50,72) Freya Anderson (52,98)                     | 3:40,68   |       |
| 4.      | 3   | Rosja             | Jewgienij Ryłow (51,97) Kiriłł Prigoda (58,22) Swietłana Czimrowa (57,79) Marija Kamieniewa (52,80)    | 3:40,78   | NR    |
| 5.      | 2   | Kanada            | Kylie Masse (58,97) Richard Funk (59,51) Margaret MacNeil (56,74) Yuri Kisil (47,84)                   | 3:43,06   |       |
| 6.      | 7   | Włochy            | Simone Sabbioni (53,50) Fabio Scozzoli (59,70) Elena Di Liddo (57,31) Federica Pellegrini (52,76)      | 3:43,27   | NR    |
| 7.      | 8   | Niemcy            | Laura Riedemann (1:00,01) Fabian Schwingenschlögl (59,12) Marius Kusch (51,37) Jessica Steiger (54,57) | 3:45,07   |       |
| 8. !    | 1   | Holandia          | Kira Toussaint Arno Kamminga Mathys Goosen Femke Heemskerk                                             | 9:99,99 ! | DSQ   |